# Solanum burchellii
Solanum burchellii är en potatisväxtart som beskrevs av Michel Félix Dunal. Solanum burchellii ingår i släktet skattor som ingår i familjen potatisväxter. Inga underarter finns listade i Catalogue of Life.